# Abyssaster planus
Abyssaster planus is een kamster uit de familie Porcellanasteridae.
De wetenschappelijke naam van de soort werd voor het eerst geldig gepubliceerd in 1883 door Percy Sladen.